# Elia Bastianoni
Elia Antonio Bastianoni (Santa Margherita Ligure, 18 maggio 1991) è un ex calciatore italiano, di ruolo portiere.

## Biografia
È cognato del collega - e compagno di squadra nell'esperienza al Livorno - Luca Mazzoni, essendo sposato con la sorella della moglie di quest'ultimo.

## Caratteristiche tecniche
Portiere reattivo tra i pali, dotato di ottimi riflessi sui tiri ravvicinati. Pecca nelle uscite alte, caratteristica che ha comunque migliorato nel tempo.

## Carriera
Muove i suoi primi passi nel settore giovanile della Sarzanese. Nel 2010 passa al Carpi. A fine stagione la squadra viene promossa in Lega Pro Prima Divisione. Il 1º agosto 2011 si accorda con la società per il rinnovo del contratto, con scadenza nel 2015.
Il 12 gennaio 2012 il Varese ne acquista i diritti sportivi a titolo definitivo, lasciandolo in prestito al Carpi fino al 30 giugno seguente. Esordisce in Serie B, a causa dell'indisponibilità del portiere titolare Walter Bressan, il 25 agosto 2012 in Varese-Ascoli (2-0). Termina l'annata con 12 presenze complessive.
Il 21 gennaio 2015 il Varese si accorda con il Livorno per la cessione in prestito del calciatore. Il 24 aprile riporta la frattura dello scafoide del polso destro, terminando in anticipo la stagione.
Il 17 settembre 2015 passa a parametro zero al Catania, sottoscrivendo un contratto annuale. Il 12 luglio 2016 viene ingaggiato dalla Bassano Virtus. Il 18 luglio del 2017 viene ufficializzato dal Santarcangelo militante in Serie C.

## Statistiche

### Presenze e reti nei club
| Stagione        | Squadra         | Campionato      | Campionato | Campionato | Coppe nazionali | Coppe nazionali | Coppe nazionali | Coppe continentali | Coppe continentali | Coppe continentali | Altre coppe | Altre coppe | Altre coppe | Totale | Totale |
| Stagione        | Squadra         | Comp            | Pres       | Reti       | Comp            | Pres            | Reti            | Comp               | Pres               | Reti               | Comp        | Pres        | Reti        | Pres   | Reti   |
| --------------- | --------------- | --------------- | ---------- | ---------- | --------------- | --------------- | --------------- | ------------------ | ------------------ | ------------------ | ----------- | ----------- | ----------- | ------ | ------ |
| 2009-2010       | Sarzanese       | D               | 33+1       | -27 + -3   | CI-D            | 1               | 0               | -                  | -                  | -                  | -           | -           | -           | 35     | -30    |
| 2010-2011       | Carpi           | 2D              | 29         | -15        | CI+CI-LP        | 1+1             | -2 + -2         | -                  | -                  | -                  | SL-SD       | 0           | 0           | 31     | -19    |
| 2011-2012       | Carpi           | 1D              | 19         | -18        | CI+CI-LP        | 0+2             | -3              | -                  | -                  | -                  | -           | -           | -           | 21     | -21    |
| Totale Carpi    | Totale Carpi    | Totale Carpi    | 48         | -33        |                 | 4               | -7              |                    | -                  | -                  |             | 0           | 0           | 52     | -40    |
| 2012-2013       | Varese          | B               | 11         | -8         | CI              | 1               | -2              | -                  | -                  | -                  | -           | -           | -           | 12     | -10    |
| 2013-2014       | Varese          | B               | 15+2       | -18 + -2   | CI              | 2               | -1              | -                  | -                  | -                  | -           | -           | -           | 19     | -21    |
| 2014-gen. 2015  | Varese          | B               | 19         | -26        | CI              | 2               | -2              | -                  | -                  | -                  | -           | -           | -           | 21     | -28    |
| Totale Varese   | Totale Varese   | Totale Varese   | 45+2       | -52 + -2   |                 | 5               | -5              |                    | -                  | -                  |             | -           | -           | 52     | -59    |
| gen.-giu. 2015  | Livorno         | B               | 0          | 0          | CI              | -               | -               | -                  | -                  | -                  | -           | -           | -           | 0      | 0      |
| 2015-2016       | Catania         | LP              | 11         | -15        | CI+CI-LP        | 0               | 0               | -                  | -                  | -                  | -           | -           | -           | 11     | -15    |
| 2016-2017       | Bassano Virtus  | LP              | 24+1       | -38 + -2   | CI+CI-LP        | 3+0             | -4 + -0         | -                  | -                  | -                  | -           | -           | -           | 28     | -44    |
| 2017-2018       | Santarcangelo   | C               | 32+2       | -46 + -3   | CI-C            | 2               | -5              | -                  | -                  | -                  | -           | -           | -           | 36     | -54    |
| Totale carriera | Totale carriera | Totale carriera | 199        | -221       |                 | 15              | -21             |                    | -                  | -                  |             | 0           | 0           | 214    | -242   |

## Palmarès

### Club

#### Competizioni nazionali
- Lega Pro Seconda Divisione: 1

Carpi: 2010-2011